# Акация
Ака́ция (лат. Acacia) — крупный род цветковых растений семейства Бобовые (Fabaceae).
Произрастает преимущественно в Австралии, Африке, Мексике и Азии. На Черноморском побережье используется в озеленении акация чёрная и акация серебристая. Часто украшает среднеевропейские оранжереи и теплицы .

## Название
Научное название рода происходит от др.-греч. ἀκακία — названия одного из колючих деревьев, вероятно, акации кручёной (Acacia tortilis), у Теофраста и Диоскорида.
Акацией также называют робинию (т. н. «белая акация») и карагану («жёлтая акация»), хотя они относятся к другим родам семейства бобовых.
Цветущие побеги чёрной и серебристой акаций в России известны под названием «мимоза».

## Распространение и экология
Широко распространены в тропических и субтропических областях обоих полушарий — между 35° северной широты и 42° южной широты.
Растут в различных экологических условиях — в сухих пустынях (Мексика, Австралия), во влажных районах (Индия, Мадагаскар), обычно в низменных частях, в долинах рек на аллювиальных и каменистых почвах, содержащих минимальное количество извести; поднимаются в горы до 1000 м над уровнем моря. Часто образуют чистые насаждения.
Акации относятся к числу наиболее быстрорастущих пород; в первый год жизни достигают высоты 0,75—1,5 м; на второй — 2—2,5 м, на третий — до 4—5 м при диаметре ствола 3—4 см на высоте 1 м; в возрасте 12—15 лет — 15—18 м. Интенсивный рост деревьев прекращается к 25—30 годам; растения в возрасте 30 лет уже стареют, у них изреживается крона, кора растрескивается и появляется дуплистость.
Большинство видов образует обильную поросль от корневой шейки и даёт обильные корневые отпрыски уже со второго-третьего года жизни. Цветение наступает с первого или чаще со второго года жизни, и далее, как и плодоношение, происходит регулярно ежегодно.
Размножают посевом семян. Посев производят непосредственно в грунт, в каждую лунку кладут по 3—5 семян. После появлении всходов растения прореживают.

### Вредители
Из вредителей акации на Черноморском побережье Кавказа и южном берегу Крыма обнаружены: австралийский желобчатый червец (Icerya purchasi), цитрусовый мучнистый червец (Pseudococcus Gahani) и бабочка-мешочница (Acaniopsyce junodi).
Они повреждают листья, молодые побеги, ветки, стволы. Для борьбы с ними применяют следующие меры:
- биологические (использование криптолемуса и родолии или новиуса против червецов),
- механические (регулярное уничтожение червецов и их яиц, сбор гусениц),
- химические (фумигация растений синильной кислотой).

## Ботаническое описание
|                                              |
|                                              |
| Листья Акации бычерогой и Акации мутовчатой. |

### Внешний вид
Вечнозелёные деревья, высотой до 25 м и диаметром ствола до 1,2 м, или кустарники. С колючками или без них. У молодых растений кора обычно зелёная, гладкая, позже сильно трещиноватая, зелёная, серая или бурая. Корневая система мощная, с основным стержнем и сильно разветвленная горизонтально в верхних слоях почвы.

### Лист
Листорасположение очерёдное, иногда мутовчатое. Листья парно- или дважды парноперистосложные, с мелкими листочками, иногда целиком заменены игловидными, ланцетными или широкояйцевидными филлодиями (разросшимися черешками); иногда листья и филлодии имеются одновременно на одном и том же растении.
Прилистники мелкие, кожистые или превращены в колючки, иногда отсутствуют.

### Цветки
Цветки мелкие, многочисленные, одиночные, в головчатых соцветиях, цилиндрических кистях или метёлках, в пазухах листьев или на концах ветвей, прямостоячих или поникающих, обоеполые или разнополые, в последнем случае количество тычиночных цветков значительно преобладает над пестичными или обоеполыми.
Чашелистиков и лепестков по 5 (4 или 3), свободных или несколько сращенных. Чашечка колокольчатая, зазубренная, реже бахромчато-рассечённая или отсутствующая.
Тычинки многочисленные (часто свыше 50), раздельные или у основания коротко срощенные, почти всегда выступающие над венчиком, свободные или коротко сросшиеся между собой и с основанием венчика, жёлтые, оранжевые, реже кремоватые, что и придает окраску цветкам. Завязь сидячая или на ножке, голая, реже опушённая, с двумя или многими семяпочками, размещёнными в один ряд по шву. Пестик нитевидный, рыльце выступающее.
Формула цветка: {\displaystyle \ast K_{(4)}\;C_{4}\;A_{\infty }\;G_{\underline {1}}}
|                                                             |
|                                                             |
| Семена Акации Бейли (вверху) и Акации круглоглазой (внизу). |

### Плод
Плод — боб удлиненно-яйцевидный, ланцетовидный или линейный, прямой или разнообразно изогнутый, несколько перетянутый или членистый, опушенный или голый, раскрывающийся или нераскрывающийся, реже дробный, кожистый и деревянистый. Семена от шаровидных до удлиненно-эллипсоидальных, часто сплюснутые, чёрные до светло-бурых. Семяножка нитевидная, короткая, иногда длинная и дважды оборачивающаяся вокруг семени.

## Сбор и заготовка
Цветки собирают в начале цветения. Сушат в тени, под навесом, часто переворачивают.

## Значение и применение

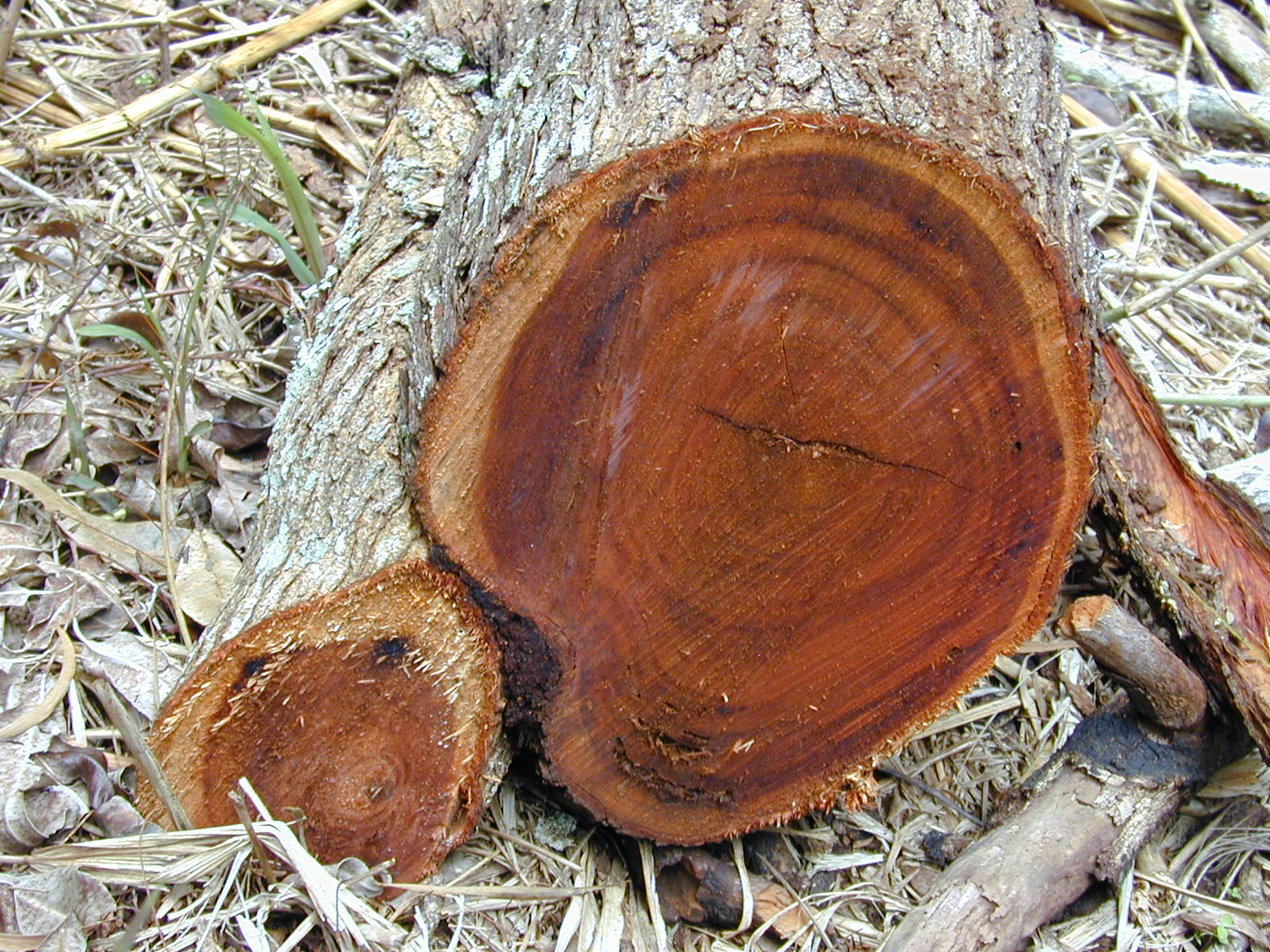
Акация коа — спил ствола

Древесина «австралийского чёрного дерева» и других видов высоко ценится для изготовления мебели и ружейных прикладов, различных отделочных работ, в машиностроении; используется и на топливо. Она рассеянно сосудистая, большей частью красная, с отчетливо выраженным тёмно-бурым, почти чёрным, иногда пунцовым или желтовато-красным ядром. Древесина с очень приятным запахом, долго сохраняющимся в изделиях.
Кора большинства видов содержит 6—40 % таннидов.
Ряд видов применяют для укрепления крутых склонов и предохранения почвы от размыва. Растения используются для одиночных, групповых и аллейных посадок в садах и парках.
Многие виды акаций частично съедобны, в пустынных регионах Австралии из молотых семян, богатых белком, пекли вид хлеба; также в пищу пригодны корни и сок. Огюст Эскофье изобрёл оладьи с цветками акации, вымоченными в спирте и сахарном растворе.

## Систематика

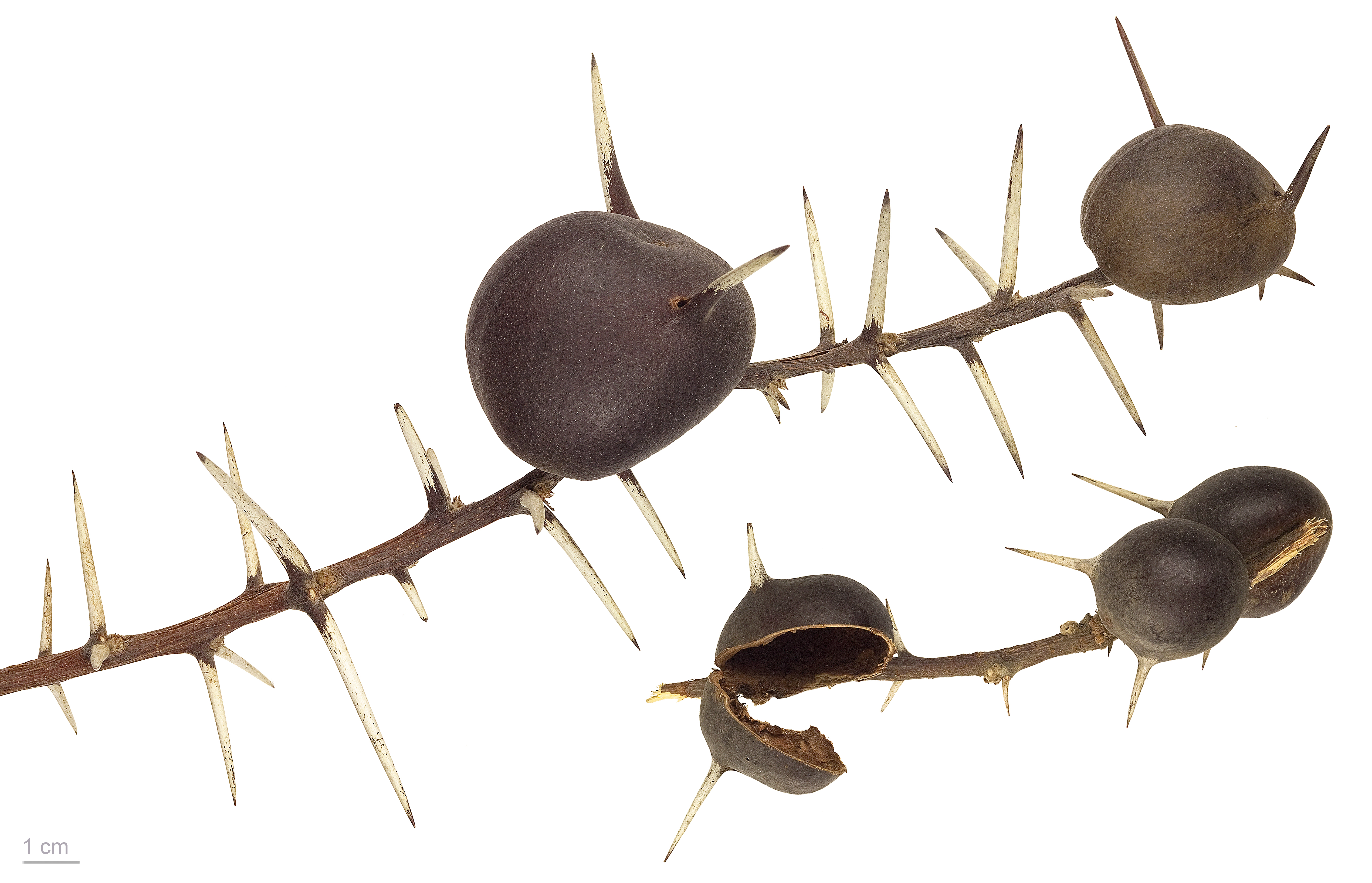
Расширенные основания прилистников с колючками Acacia drepanolobium, Тулузский музей

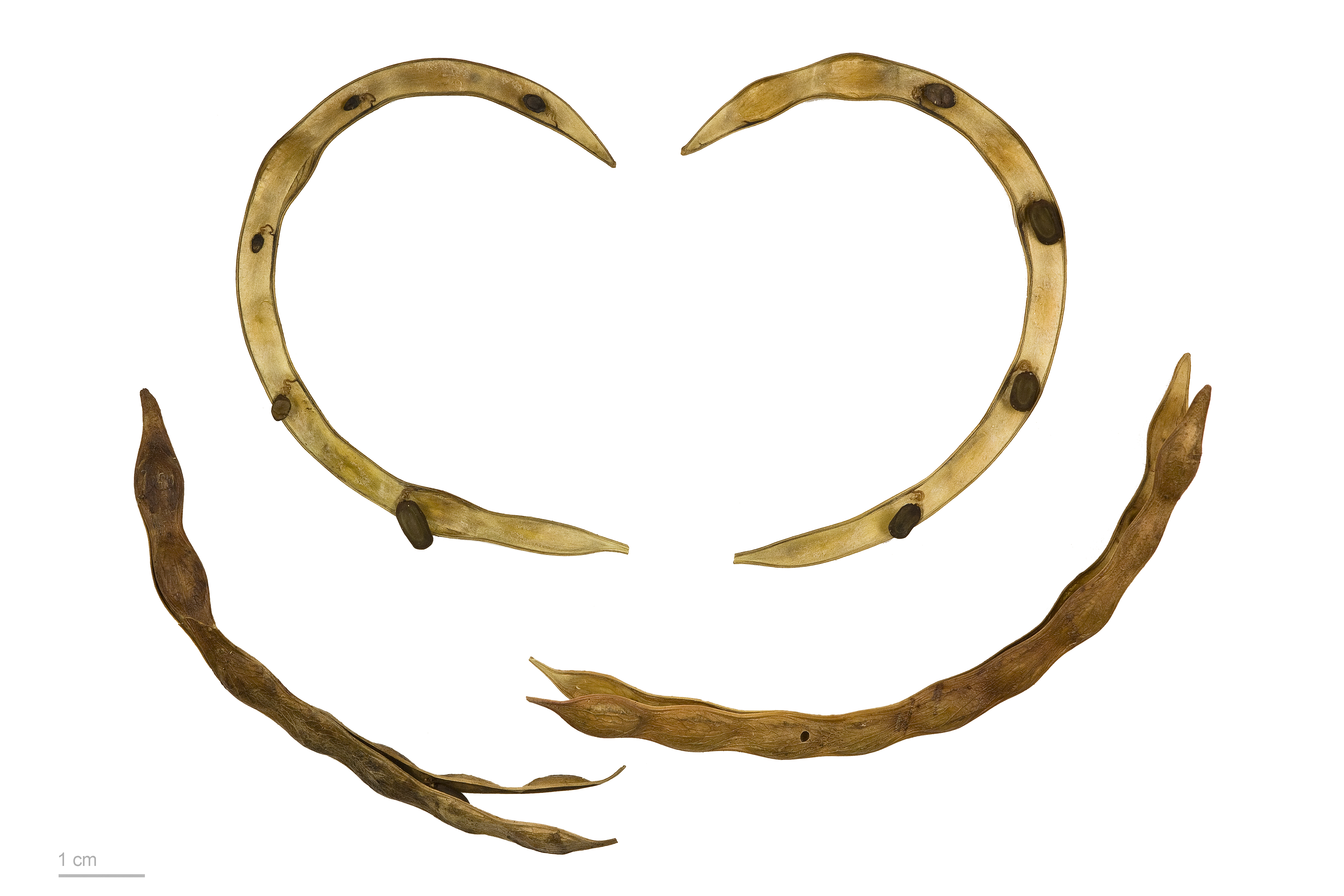
Плоды Acacia sp., Тулузский музей

### Таксономия
Род Акация входит в трибу Acacieae подсемейства Мимозовые (Mimosoideae) семейства Бобовые (Fabaceae) порядка Бобовоцветные (Fabales).
|  |                                      |  |                                                             |                                                             |                   |  | ещё 3 семейства (согласно Системе APG II) | ещё 3 семейства (согласно Системе APG II)    |                                              |  |                  |  | ещё около 80 родов | ещё около 80 родов |  |
|  |                                      |  |                                                             |                                                             |                   |  | ещё 3 семейства (согласно Системе APG II) | ещё 3 семейства (согласно Системе APG II)    |                                              |  |                  |  | ещё около 80 родов | ещё около 80 родов |  |
|  |                                      |  |                                                             | порядок Бобовоцветные                                       |                   |  |                                           |                                              | подсемейство Мимозовые                       |  |                  |  |                    |                    |  |
|  |                                      |  |                                                             | порядок Бобовоцветные                                       |                   |  |                                           |                                              | подсемейство Мимозовые                       |  | около 1300 видов |  |                    |                    |  |
|  | отдел Цветковые, или Покрытосеменные |  |                                                             |                                                             | семейство Бобовые |  |                                           |                                              | род Акация                                   |  |                  |  |                    |                    |  |
|  | отдел Цветковые, или Покрытосеменные |  |                                                             |                                                             |                   |  |                                           |                                              |                                              |  |                  |  |                    |                    |  |
|  |                                      |  | ещё 44 порядка цветковых растений (согласно Системе APG II) | ещё 44 порядка цветковых растений (согласно Системе APG II) |                   |  |                                           | ещё 2 подсемейства (согласно Системе APG II) | ещё 2 подсемейства (согласно Системе APG II) |  |                  |  |                    |                    |  |
|  |                                      |  |                                                             | ещё 44 порядка цветковых растений (согласно Системе APG II) |                   |  |                                           |                                              | ещё 2 подсемейства (согласно Системе APG II) |  |                  |  |                    |                    |  |

### Виды
Род включает более 1300 видов
Некоторые виды рода Акация:
- Acacia adunca G.Don — Акация изогнутая
- Acacia anceps DC. — Акация обоюдоострая, или Акация окаймлённая
- Acacia aneura Benth. — Акация безжилковая
- Acacia aphylla Maslin — Акация безлистная
- Acacia ashbyae Maslin — Акация Эшби
- Acacia ataxacantha DC. — Акация разноколючковая, или Огненный шип
- Acacia baileyana F.Muell. — Акация Бейли
- Acacia binervata DC. — Акация двухжилковая
- Acacia brachystachya Benth. — Акация короткоколосковая
- Acacia buxifolia A.Cunn. — Акация самшитолистная
- Acacia calamifolia Lindl. — Акация каламусолистная
- Acacia catechu (L.f.) Willd. — Акация катеху
- Acacia caven (Molina) Molina — Акация кавен
- Acacia cochlearis (Labill.) H.L.Wendl. — Акация ложечная
- Acacia confusa Merr. — Акация смешанная
- Acacia cornigera (L.) Willd. — Акация бычерогая
- Acacia cultriformis G.Don — Акация культриформис, или Акация ножевидная
- Acacia cyclops G.Don — Акация круглоглазая
- Acacia dealbata Link — Акация серебристая, или Акация подбелённая
- Acacia decora Rchb.f. — Акация красивая
- Acacia decurrens Willd. — Акация низбегающая
- Acacia dodonaeifolia (Pers.) Balb. — Акация додонеилистная
- Acacia eburnea (L.f.) Willd. — Акация блистательная
- Acacia elongata DC. — Акация продолговатая
- Acacia erubescens Oliv. — Акация краснеющая
- Acacia falcata Willd. — Акация серповидная
- Acacia farnesiana (L.) Willd. — Акация Фарнеза
- Acacia galpinii Burtt Davy — Акация Гальпина, или Обезьянья колючка
- Acacia horrida (L.) Willd. — Акация устрашающая
- Acacia howittii F.Muell. — Акация Ховитта
- Acacia koa A. Gray — Акация коа
- Acacia laeta Benth. — Акация светлая
- Acacia linifolia (Vent.) Willd. — Акация линейнолистная
- Acacia longifolia (Andrews) Willd. — Акация длиннолистная
- Acacia lunata G.Lodd. — Акация месяцевидная
- Acacia macracantha Willd. — Акация крупноколючковая
- Acacia melanoxylon R.Br. — Акация чёрная, или Акация чёрнодревная
- Acacia menzelii J.M.Black — Акация Менцеля
- Acacia myrtifolia (Sm.) Willd. — Акация миртолистная
- Acacia neriifolia Benth. — Акация олеандролистная
- Acacia nilotica (L.) Delile typus[1] — Акация нильская
- Acacia notabilis F.Muell. — Акация заметная
- Acacia obtusata DC. — Акация притупленная
- Acacia oxycedrus DC. — Акация красная
- Acacia pendula G.Don — Акация плакучая
- Acacia podalyriifolia G.Don — Акация подалириелистная
- Acacia pravissima F.Muell. — Акация искривлённая
- Acacia pubescens (Vent.) R.Br. — Акация пушистая
- Acacia pulchella R.Br. — Акация красивая
- Acacia pycnantha Benth. — Акация густоцветковая, или Золотая акация
- Acacia rehmanniana Schinz — Акация Реймана
- Acacia retinodes Schltdl. — Акация стойкая
- Acacia salicina Lindl. — Акация иволистная
- Acacia saligna (Labill.) H.L.Wendl. — Акация ивовая
- Acacia senegal (L.) Willd. — Акация сенегальская
- Acacia spectabilis Benth. — Акация великолепная
- Acacia suaveolens (Sm.) Willd. — Акация душистая
- Acacia tenuifolia (L.) Willd. — Акация узколистная
- Acacia tetragonophylla F.Muell. — Акация колючая
- Acacia tortilis (Forssk.) Hayne — Акация кручёная
- Acacia verticillata (L'Her.) Willd. — Акация мутовчатая
- Acacia vestita Ker Gawl. — Акация одетая
- Acacia viscidula Benth. — Акация клейковатая